# Yamamoto Shōun
Yamamoto Shōun (山本 昇雲, né le 30 décembre 1870, mort le 10 mai 1965), aussi connu sous le nom Matsutani Shōun, est un dessinateur, illustrateur, lithographe, peintre japonais né à Kōchi dans une famille d'obligés du shogun et à qui est donné le nom « Mosaburo ».

## Biographie
Adolescent, il étudie la peinture de l'école Kanō avec Yanagimoto Doso et Kawada Shoryu. Quand il a environ 17 ans il se rend à Tokyo où il étudie la peinture Bunjin-ga avec Taki Katei. À l'âge de 20 ans il est employé comme illustrateur pour le Fugoku gaho, un magazine illustré où il présente des vues de Tokyo et de ses environs. À la fin de sa vie, Shōun se consacre essentiellement à la peinture. Il meurt en 1965 à 94 ans.
En plus de ses illustrations pour magazines, Shōun est plus connu pour ses estampes sur bois de belles femmes et un groupe de shikishiban (format 17,8 × 22,9 cm) plein d'humour. L’œuvre de Yamamoto Shōun constitue une passerelle entre le ukiyo-e et le shin hanga. Sa carrière couvre les ères Meiji (1868-1912), Taishō (1912-1926) et Shōwa (1926-1989).  
Yamamoto Shōun signe la plupart de ses œuvres d'une très petite et compacte signature se lisant « Shōun » (昇雲).